# Norwegische Badmintonmeisterschaft 1974
Die Norwegische Badmintonmeisterschaft 1974 fand Ende März in Sandefjord statt. Es war die 30. Austragung der nationalen Meisterschaften von Norwegen im Badminton.	

## Finalergebnisse
| Disziplin    | Sieger                              | Finalist                      | Ergebnis |
| ------------ | ----------------------------------- | ----------------------------- | -------- |
| Herreneinzel | Petter Thoresen                     | Knut Engebretsen              | 2:1      |
| Dameneinzel  | Kari Histøl                         | Inger Mette Olsen             | 2:0      |
| Herrendoppel | Haakon Ringdal Petter Thoresen      | Harald Nettli Hans Sperre     | 2:1      |
| Damendoppel  | Kari Histøl Wenche Tønnesen         | Karin Andersen Berit Hagtvedt | 2:0      |
| Mixed        | Harald Nettli Elisabeth Sommerfeldt | Terje Østhassel Kari Histøl   | 2:0      |